# Bison priscus
Bò rừng thảo nguyên hay bò rừng đồng bằng (Danh pháp khoa học: Bison priscus) là một loài bò rừng đã tuyệt chủng được tìm thấy trên thảo nguyên trên khắp Châu Âu, Trung Á, Beringia, và Bắc Mỹ trong Kỷ Đệ tứ. Nó được cho là đã tiến hóa một nơi nào đó ở Nam Á, trong đó sẽ có nó xuất hiện tại khoảng cùng thời gian và khu vực như bò rừng ở châu Âu mà con cháu của nó đôi khi bị nhầm lẫn. 

## Tổng quan
Các con bò rừng thảo nguyên đã bị tuyệt chủng vào đầu thế Holocene, vì nó đã được thay thế ở châu Âu bởi những loài bò rừng bizon hiện đại và ở Mỹ bởi một chuỗi các loài (đầu tiên Bison latifrons, và sau đó không lâu, Bison antiquus) mà đỉnh cao là bò rừng bizon Mỹ hiện đại. Các con bò rừng thảo nguyên ấy cao hơn 2 m ở vai, và giống như các loài bò rừng hiện đại, đạt 900 kg (2.000 lb) trọng lượng.
Các cặp sừng là dài đến một mét ngoài, sừng của mình được hơn nửa mét, Bò rừng đồng bằng xuất hiện trong hang động nghệ thuật, đặc biệt là ở hang động Altamira và Lascaux. Tại Fairbanks, Alaska, vào tháng 7 năm 1979, một xác ướp được chú ý bởi một thợ mỏ vàng người đã đặt tên các xác ướp màu xanh Babe. Năm 2011, một xác ướp 9.300 tuổi đã được tìm thấy tại Yukagir ở Siberia.